# Stephen Irwin (juge)
Sir Stephen John Irwin (né le 5 février 1953) est un juge et avocat britannique à la retraite. De septembre 2016 à octobre 2020, il est Lord Justice of Appeal (un juge ordinaire de la Cour d'appel d'Angleterre et du Pays de Galles). De mai 2006 à 2016, il est juge à la Haute Cour d'Angleterre et du Pays de Galles .

## Jeunesse et éducation
Irwin est né le 5 février 1953 à Helen's Bay, en Irlande du Nord ,. Il fait ses études au Methodist College Belfast, un lycée de Belfast, en Irlande du Nord . Ayant obtenu une bourse, il étudie le droit et l'anglais au Jesus College de Cambridge . Il est diplômé de l'Université de Cambridge avec un baccalauréat ès arts (BA) en 1975 . Il entreprend alors une année de formation afin d'obtenir le diplôme d'avocat.

## Carrière juridique
En 1976, Irwin est admis au barreau par Gray's Inn ,. Il exerce ensuite la profession d'avocat, et se spécialise dans les « négligences cliniques, les enquêtes et les affaires de responsabilité civile scientifique » . Le 8 avril 1997, il est nommé conseiller de la reine (QC). En 1999, il est nommé Enregistreur Assistant ; en tant que tel, il exerce les fonctions de juge à temps partiel en plus d'exercer la profession d'avocat ,. Le 18 juillet 2000, il est nommé Recorder of the South Eastern Circuit . En 2004, il est président du conseil du barreau .
En 2020, Irwin est élu maître trésorier de Gray's Inn et est habituellement appelé «maître Irwin» lorsqu'il agit en sa qualité de conseiller .
Le 18 mai 2006, Irwin est nommé juge de la Haute Cour de justice (Queen's Bench Division). De 2008 à 2012, il est juge président sur le circuit nord ,. En 2012, il est nommé membre de la Commission spéciale des recours en matière d'immigration (SIAC) . La SIAC est décrite comme la « cour la plus controversée » et « la plus secrète du droit anglais ». De janvier 2013 à décembre 2015, il est président de la SIAC . Le 1er octobre 2016, il est nommé Lord Justice of Appeal. Il prend sa retraite de ses fonctions judiciaires à temps plein le 7 octobre 2020, mais continue de siéger à temps partiel en tant que lord juge d'appel adjoint .
En novembre 2020, Irwin est nommé président à temps partiel du groupe d'experts indépendants de la Chambre des communes, qui statue sur les plaintes d'intimidation, de harcèlement ou de harcèlement sexuel déposées contre des députés.

## Vie privée
En 1978, Irwin épouse Deborah Rose Ann Spring. Ensemble, ils ont trois enfants; deux filles et un fils . De 2012 à 2015, il est président de la Poetry Society.
En 2006, comme il est de coutume pour les juges de la Haute Cour nouvellement nommés, Irwin est nommé Knight Bachelor et a donc reçu le titre de Sir . Le 24 octobre 2016, il est nommé membre du Conseil privé du Royaume-Uni .